# Dymovaya Zavesa
Dymovaya Zavesa (russe : Дымовая завеса) est un groupe russe de hip-hop, originaire de Moscou, actif entre 1996 et 2007.

## Histoire
Le premier single du groupe, Каменные джунгли, est enregistré fin 1996 dans le studio underground Смысл жизни et est publié sur la première compilation du label russe RAP Recordz - Просто рэп. Le morceau n'est pas inclus dans le premier album du groupe en raison de son incohérence avec le concept général. Bientôt, le groupe reçoit une invitation à devenir membre du collectif hip-hop alors populaire Dremuchiye (Дремучие). La même année, le groupe signe un contrat avec le label Pavian Recordz et commence à travailler sur son premier album. Mais à cette époque, les deux membres avaient des problèmes de drogue, ce qui affectait considérablement la vitesse d'enregistrement des albums.
Début 1998, Pavian Records s'effondre et le groupe cesse de travailler sur l'album pendant un certain temps, mais le groupe reprend rapidement en signant un contrat avec RAP Recordz aux Street Studios. Là, Slimus et Lexus rencontrent Viktor « Mutant » Shevtsov, l'ingénieur du son de Dolphin. Grâce à cette connaissance, le morceau Дельфина apparaît sur le premier album du groupe, dont la musique et réalisée par Dolphin.
En octobre 2000 sort le premier album du groupe, Без контрацепции…,, qui est un mélange de trip hop et de hip-hop expérimental. C'est cet album qui attire l'attention sur le groupe : il est remarqué non seulement à Moscou, mais aussi dans d'autres villes. Ses membres commencent à recevoir diverses offres de programmes spécialisés sur les stations de radio et à apparaître dans des magazines russes comme Molotok.
Le 19 février 2003 sort le deuxième album du groupe, Дымовой завесы» — «Вы хотели правды?, qui marque la transition du groupe de la musique expérimentale au hip-hop classique. Le travail sur le prochain album commence immédiatement. C'est à cette époque que Slim rencontre Guf (à l'époque Rolexx) et enregistre avec lui le morceau Свадьба, qui figure dans le troisième album зрывное устройство, sorti le 27 avril 2004. La même année, le groupe entre en conflit mineur avec Vlad Valov.
Après la sortie de l'album, ses membres cessent de travailler sous Dymovaya Zavesa pendant un certain temps : Slim est occupé avec le nouveau projet hip-hop Centr et Lexus se lance dans la vie de famille. Cependant, le 28 décembre 2006, l'album Этажи sort le jour du Nouvel An. Des morceaux tels que Страница 80, Этажи, Рецепты кухни, Правильно, Соловьи et Из России с любовью sont inclus dans plusieurs compilations de rap.
En 2007, les membres du groupe s'éloignent complètement du projet Dymovaya Zavesa : Slim reprend au sein du groupe Centr, et Lexus se consacre entièrement à sa famille : il élève désormais deux enfants. Le 5 avril 2009, le groupe se produit de nouveau ensemble - au club 16 Ton. Lexus participe également au concert de Slim dédié à la présentation de l'album Холодно.

## Discographie

### Albums studio
- 2000 : Без контрацепции…
- 2003 : Вы хотели правды?
- 2004 : Взрывное устройство
- 2006 : Этажи

### Compilations
- 2007 : Дымовая завеса: Лучшее 97—07 (ЦАО Records)
- 2011 : Дымовая завеса — Неизданное 1997—2007

### Collaborations
- 1997 : 183 дня

### Participations
- 1997 : Просто рэп (RAP Recordz)
- 2004 : Big Black Bootiq Box 1
- 2004 : Кто здесь?
- 2007: Блёвбургер

### Titres inédits
- 1998 : Неоновый дождь
- 1998 : Милости просим»
- 1998 : Это твой дом»
- 2003 : Звезда в натуре